# Dardos

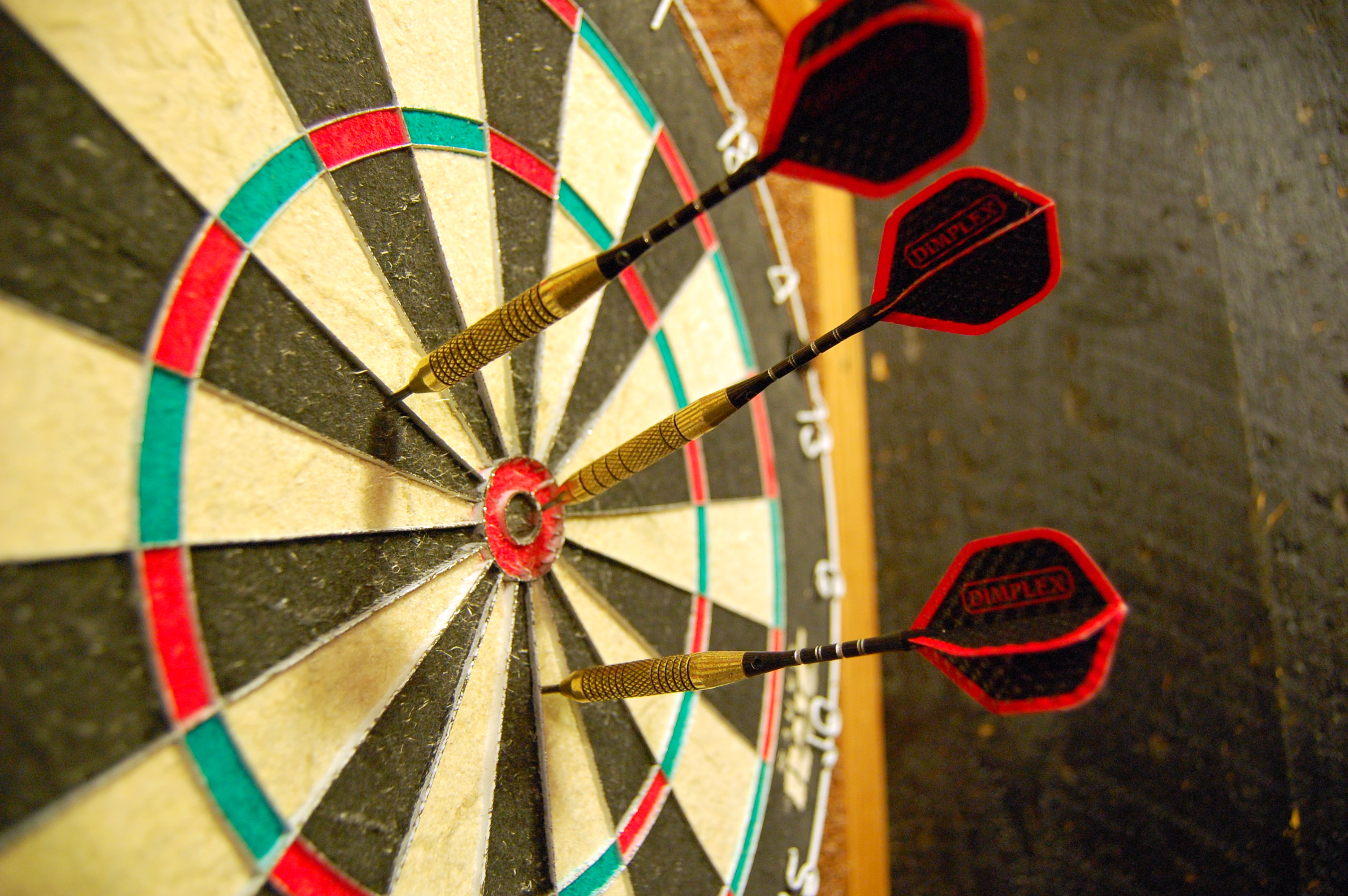
Alvo do jogo de dardos.

Dardos é um esporte que consiste no arremesso de dardos contra um alvo circular apoiado numa superfície vertical. O jogo de dardos é popular ao redor do mundo, e passou a ser praticado também profissionalmente. Pontos são somados ao atingir áreas específicas do alvo (ou board) e os objetivos variam dependendo da modalidade praticada. Apesar de ser muito praticado ao redor do mundo em grandes eventos, muitos ainda o consideram um esporte de bar.
No Brasil, o esporte está presente desde a década de 70. Desde então surgiram diversos jogadores que representaram o país em competições ao redor do mundo. O único jogador de dardos profissional brasileiro é Diogo Portela.

## História

### Alvo

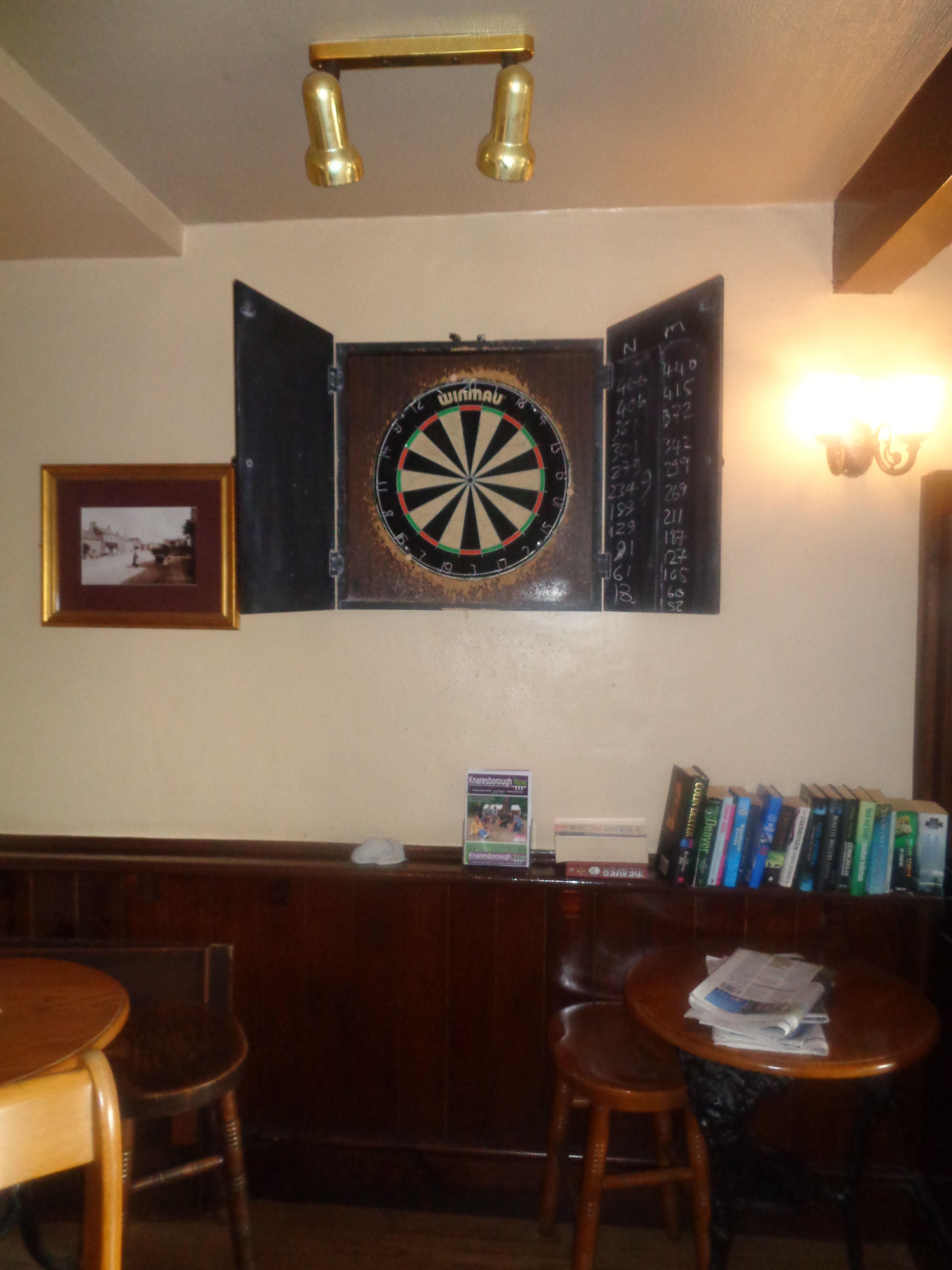
'Doubles board' em um pub em North Yorkshire, Inglaterra. Alvos de duplos são comuns no norte da Inglaterra.

A origem inicial do esporte ainda é muito difusa, já que remete à tempos muito longínquos. Entretanto, acredita-se que fora iniciado nos breaks do exército britânico, ao arremessarem facas ou pedaços de flechas em troncos de árvores cortados ao meio - à pedido dos generais para melhorar sua pontaria. À isso se deve o formato e desenho do alvo de dardos.
Já o padrão dos números foi atribuído ao carpinteiro de Lancashire Brian Gamlin - que pouco se sabe de fato sobre sua existência - para penalizar a falta de maestria na execução do esporte. Existem muitas variáveis do alvo, de acordo com o tempo e o local. Em especial, os alvos Yorkshire e Manchester Log End, se diferem do original já que não possuem triplos: apenas duplos e o Bull's Eye. O alvo de Manchester é menos que o tradicional, com uma área de apenas 25cm de jogo, com duplos e Bull medindo 4mm. O alvo de 5s de Londres é outra variação, com apenas 12 seguimentos de tamanho igual, com duplos e triplos sendo de 6.35mm de largura. 
Matematicamente, removendo a simetria rotacional colocando o 20 no topo, há 19! alvos possíveis. Muitos layouts penalizariam mais o jogador do que o modelo atual; entretanto, o modelo atual faz o trabalho muito bem. Já tiveram vários artigos matemáticos publicando o que seria o alvo "ideal".
Antes da 1ª Guerra Mundial, pubs na Inglaterra tinham seus alvos de dardos em rígidos pedaços de madeira. Mas os dardos passavam a destruir a madeira, e buracos passavam a aparecer à volta dos números. Além disso, a madeira precisava ser molhada diversas vezes para se manter macia.
Então, em 1935, o químico Ted Leggatt e o dono de um pub Frank Dabbs começaram a usar a planta centenária, um tipo de agave, para fazer alvos. Pequenos grupos de fibras de sisal do mesmo tamanho foram colocados juntos. Os grupos então foram comprimidos e colocados em um anel metálico. Este novo alvo de dardos foi um sucesso instantâneo pois durava mais e requeria menos manutenção. Os dardos, além disso, faziam pouco ou nenhum dano ao alvo. Eles simplesmente dividiam as fibras quando entravam no alvo.

### Dardos
Os dardos mais antigos são pedaços de flechas. Os primeiros dardos propriamente ditos foram fabricados de madeira rígida ,amarrado em uma tira de chumbo para dar peso e finalizados com flights de pena de peru. Estes dardos eram principalmente produzidos na França, e ficaram conhecidos como Dardos Franceses. Os barreis metálicos foram patenteados em 1906, mas a madeira continuou sendo utilizada até os anos 50.
Os primeiros dardos de metal foram feitos de latão, o que é relativamente barato e fácil de trabalhar. Os shafts eram de madeira, rosqueados diretamente ao barrel, desenhados para receber um flight em seu topo de pena ou papel. Esse tipo de dardos foram utilizados até os anos 70. Com o uso mundial de plástico, o shaft e flight passaram a ser produzidos de forma separada, mesmo que uma única peça de flight/shaft ainda seja produzida.

### Os Dardos no Brasil
A historia dos dardos no Brasil começou com a inauguração em 1974 do Pub Lord Jim em Ipanema no Rio de Janeiro, pelo Texano Jim Philips casado com a inglesa D. Anne Philips. Jim era um entusiasta do esporte, grande incentivador e uma figura antologica. Nunca foi um bom jogador, mas qualquer partida com ele era diversão na certa. Era dono da Avipan viagens e usava muito o pub como relações publicas da agência. Convidava muitos estrangeiros para o pub, que jogavam dardos com os locais. No final da decada de 70 inicio de 80 inaugurou também na Lagoa o pub Queen´s legs que tinha também uma filial em Sao Paulo. O dono era um português chamado Camacho e o responsavel pela filial do Rio era chamado Pepe. Foi através do Queen´s legs de São Paulo que os paulistas foram apresentados ao jogo de dardos.

## Equipamento

### Alvo de Dardos
De acordo com a DRA (Darts Regulation Authority), um alvo oficial tem 451mm de diâmetro e é dividido em 20 fatias distintas. Cada fatia é separada por uma placa fina de metal. O alvo de qualidade é produzida com fibra de sisal, vinda do leste africano, Brasil ou China. Os alvos de qualidade ruim são produzidos em cartolina.

### Dardos
Os dardos modernos são divididos em 4 partes: a ponta, o barrel, o flight e o shaft.
As pontas podem variar de 28mm a 48mm, e podem ter ranhuras e desenhos para facilitar a sua penetração nas fibras de sisal. Algumas também são desenhadas para retrair levemente, absorvendo o impacto e diminuindo a chance do dardo cair no chão.
Os barreis podem variar muito, tanto em peso quanto dimensão e forma. Normalmente são feitos de latão (qualidade ruim) ou tungstênio (qualidade boa). Como os dardos de latão são mais leves devido ao próprio material, normalmente seu formato é mais grosso. Como o tungstênio tem o dobro de densidade do latão, ele pode ser até 30% menor do que os primeiros em diâmetro. O tungstênio é muito rígido, portanto uma mistura é utilizada que varia de 80% a 95% tungstênio, e o restante normalmente níquel, ferro ou cobre. Os dardos de níquel prateado comprometem a densidade e custo. Os barréis tem 3 formatos principais: cilíndricos, tonel, ou torpedo.
- Os barreis cilíndricos têm o mesmo diâmetro ao longo de todo o seu comprimento e, portanto, tendem a ser longos e finos. Seu formato os torna melhores para o agrupamento. Por serem longos, o centro de gravidade está mais para trás.
- Os barreis em forma de tonel são finos nas extremidades e abaloados no meio. Isso os torna mais espessos que um barrel cilíndrico de peso equivalente. O seu centro de gravidade é mais à frente e, portanto, teoricamente mais fácil de arremessar.
- Os barreis em forma de torpedo são mais largos na frente e afunilam para trás. Essa forma mantém a maior parte do peso na frente, mas, como o dardo em forma de tonel, tem um diâmetro maior que o dardo cilindrico.

Os shafts são fabricados em vários comprimentos, e alguns são projetados para terem o o comprimento ajustavel. Os shafts são geralmente feitos de plástico, polímeros de nylon ou metais como alumínio e titânio; e eles podem ser rígidos ou flexíveis. Os shafts mais longos proporcionam maior estabilidade e permitem uma redução no tamanho do flight, o que, por sua vez, pode levar a um agrupamento melhor; mas eles também deslocam o peso para trás, fazendo com que o dardo se incline para trás durante o vôo, exigindo um arremesso mais firme e rápido.
O flight estabiliza o dardo produzindo resistência no ar. Os flights modernos geralmente são feitos de plástico, nylon ou alumínio e estão disponíveis em uma variedade de formas e tamanhos. As três formas mais comuns em ordem de tamanho são o standard, o kite e a menor formato, o pêra. Quanto menor a área de superfície, menor é a estabilidade, porém, fights maiores dificultam o agrupamento. Alguns fabricantes tentaram resolver isso fazendo um fight longo e fino, mas isso por sua vez, cria outro problema: altera o centro de gravidade do dardo. De um modo geral, um dardo mais pesado exigirá um flight maior. 
A escolha do barrel, do shaft e do flight dependerá muito do estilo de arremesso de cada jogador. Para fins competitivos, um dardo não pode pesar mais de 50g, incluindo o shaft e o fight, e não pode exceder um comprimento total de 300mm.

### Medidas de Jogo
As organizações profissionais utilizam as seguintes medidas pra jogar:
- Altura: o alvo deve ser pendurado de forma que o centro fique a 1,73m do chão. Este é considerado o nível dos olhos para uma pessoa de 1,80m.

- Distância: o oche (linha atrás da qual o jogador deve ficar) deve estar a 2,37m da face do alvo. Se a face se projetar para fora da parede, devido à espessura do alvo, o oche deve ser movido adequadamente para manter a distância necessária.

Os regulamentos surgiram devido ao fato de o Reino Unido e o resto do mundo jogarem com distâncias diferentes, com 2,37m sendo a  medida acordada.

## Regras de pontuação

Pontuações para cada região de um alvo de dardos (sem escala) sombreada por valor

O alvo padrão é dividido em 20 seções numeradas, com pontuação de 1 a 20 pontos. Cada seção é dividida por arames que vão do pequeno círculo central ao fio circular externo. Os fios circulares dentro do fio externo subdividem cada seção em áreas simples, duplas e triplas. O alvo de dardos apresentado no programa de televisão The Indoor League da década de 1970 não apresentava uma seção tripla e, de acordo com o apresentador Fred Trueman durante o primeiro episódio, este é o alvo tradicional de Yorkshire.
Vários jogos podem ser jogados (e ainda são jogados informalmente) usando o alvo padrão. No jogo oficial, qualquer dardo acertado dentro do fio externo tem a seguinte pontuação:
- Ao acertar uma das grandes partes de cada uma das seções numeradas, tradicionalmente de cor alternada em preto e branco, obtém-se o valor em pontos dessa seção.
- Ao acertar as partes internas finas dessas seções, aproximadamente a meio caminho entre o fio externo e o círculo central colorido de vermelho ou verde, as pontuações triplicam o valor em pontos dessa seção.
- Ao acertar as partes externas finas dessas seções, novamente coloridas em vermelho ou verde, obtém-se o dobro do valor em pontos dessa seção. O duplo 20 é freqüentemente chamado de tops, refletindo a posição dos 20 no alvo.
- O círculo central é dividido em um anel externo verde no valor de 25 pontos (conhecido como "bull") e um círculo interno vermelho (conhecido como "bullseye"), no valor de 50 pontos. O bullseye conta como um duplo ao dobrar a pontuação do anel externo.
- Acertar em qualquer lugar fora do arame externo não conta pontos.
- Os dardos pontuam apenas se sua ponta estiver cravada ou estiver tocando a superfície do alvo. Esta regra se aplica a qualquer dardo que fique com a ponta encostada no alvo apoiado total ou parcialmente por outros dardos que já estão no alvo.
- Qualquer dardo cuja ponta não permaneça em contato com a superfície do alvo até ser coletado pelo jogador, não pontua. Isso inclui dardos que caiam do alvo por qualquer motivo, ou seja, que caem por conta própria ou que são deslocados pelo impacto de jogadas posteriores. Porém, nos dardos eletronicos, os dardos caídos/deslocados são pontuados desde que seu impacto tenham sido registrados no aparelho.

A pontuação máxima possível com três dardos é 180, comumente conhecida como "ton 80" (100 pontos é chamada de ton), obtida quando os três dardos são acertados no triplo 20. No jogo na televisão, o árbitro anuncia frequentemente uma pontuação de 180 em estilo exuberante. Um anel de quadruplos apareceu brevemente entre o anel triplo e o centro na década de 1990, levando a um potencial máximo de 240 pontos, e um checkout máximo de 210 (Q20-Q20-Bull) e a finalização de um leg de 501 com 7 dardos. Este alvo foi rapidamente retirado do circuito profissional após apenas dois anos. Uma marca desse alvo foi Harrows Quadro 240. 

### Nível de habilidade e mira

Caminho da localização ideal para lançar um dardo em que σ = 0 é um jogador perfeito e σ = 100 é um jogador que lança aleatoriamente.

Tomando em consideração uma pontuação padrão, a área ideal para mirar no alvo para maximizar a pontuação do jogador varia significativamente com base na habilidade do jogador. O jogador habilidoso deve mirar para o centro do triplo 20 e, à medida que a habilidade do jogador diminui, seu objetivo se move levemente para cima e para a esquerda do triplo 20. Em σ = 16,4 mm, o melhor lugar para mirar muda para o triplo 19. À medida que a habilidade do jogador diminui ainda mais, o melhor lugar para mirar se curva no centro do alvo, parando um pouco mais abaixo e à esquerda do alvo em σ = 100.
Onde  σ  pode se referir ao e desvio padrão  para uma população específica: Lista de jogadores de dardos.

## Jogos
Muitos jogos podem ser jogados em um alvo, mas o termo "dardos" geralmente se refere a um jogo entre dois jogadores no qual um jogador lança três dardos de cada vez por jogada. O jogador que arremessa deve ficar em pé de modo que nenhuma parte de seus pés se estenda além do limite do oche, mas possa ficar em qualquer outra parte e / ou inclinar-se para a frente, se desejar.
Um jogo de dardos geralmente é disputado entre dois jogadores, que se revezam, jogando 3 dardos por vez. O jogador que arremessa deve ficar em pé de modo que nenhuma parte de seus pés se estenda além do limite do oche, mas possa ficar em qualquer outra parte e / ou inclinar-se para a frente, se desejar. O objetivo mais comum é reduzir uma pontuação fixa, geralmente 301 ou 501, para zero. O dardo final deve ser jogado em um segmento duplo para vencer. Nem todos os três dardos precisam ser lançados na jogada final, o jogo pode ser finalizado em qualquer um dos três dardos. Quando o jogo é jogado com duas ou mais pessoas, o placar inicial às vezes aumenta para 701 ou até 1001; as regras permanecem as mesmas.
Um arremesso que reduz a pontuação de um jogador abaixo de zero, para exatamente um ou zero, mas não termina com um duplo, é conhecido como "estourar", com a pontuação do jogador sendo redefinida para o último valor antes de ele jogar os três últimos dardos.
Em algumas variantes (chamadas de "estourada do norte" em Londres), apenas o dardo que causa o pontuação invalida não é contado. Para alguns, isso é considerado uma versão mais pura do jogo, pois nas regras normais, como explicado acima, um jogador que ficou com um valor de fechada difícil, por exemplo 5 e um dardo restante, muitas vezes o o jogador jogará de modo a "estourar" deliberadamente para voltar na proxima jogada para uma fechada mais fácil que ele tinham no início da jogada. Por exemplo, um jogador com 20 pontos pode errar o duplo 10 e acertar o simples e ficar com 10 pontos, errar novamente, acertando o simples, e ficar com 5 pontos e apenas um dardo restante. A melhor opção neste caso é estourar deliberadamente para voltar ao duplo 10 na proxima jogada. Sob a "estorada do norte", ele permaneceria no 5.
Uma partida de dardos é disputada em um número fixo de jogos, conhecido como leg. Uma partida pode ser dividida em sets, com cada set sendo contestado por um número fixo de legs.
Embora o jogo de 501 seja o padrão em dardos, às vezes um duplo deve ser acertado para se iniciar a pontuação, conhecido como "double in double out" do inglês, que significa iniciar e terminar nos segmentos duplos. Assim sendo, no inicio do leg, todos os dardos lançados antes de acertar  um duplo, não contam pontos. O Grand Prix Mundial da PDC usa esse formato.
O número mínimo de dardos lançados necessários para completar um leg de 501 é nove. O final mais comum de nove dardos consiste em duas pontuações de 180, seguidos por uma fechada de 141 (T20-T19-D12), mas existem muitas outras maneiras possíveis de conseguir o feito. 

### Outros jogos e variantes
Existem várias variações regionais nas regras padrão e nos sistemas de pontuação.

#### Dardos americanos
Artigo principal: American darts
`American Darts` é uma variante regional do jogo nos EUA (a maioria dos jogadores de dardos dos EUA joga os jogos tradicionais descritos acima). Esse estilo de alvo é mais frequentemente encontrado no leste da Pensilvânia, Nova Jersey, Delaware, Maryland e partes do estado de Nova York.

#### Cricket
Artigo principal: Cricket (dardos)
O críquete é um jogo de dardos amplamente jogado, que envolve uma disputa para controlar e marcar pontos entre os numeros 20 e 15. Cada um desses numeros deve ser acertado por três vezes para "abri-lo" e depois poder começar a pontuar. Um acerto na parte maior da fatia de cada numero conta como uma marca, os acertos no duplo contam como duas marcas e no triplo são três marcas. Uma vez que o numero foi "aberto" desta maneira, o jogador que abriu pode pontuar neste número até que o oponente feche esse número com três marcas, cada acerto adicional do proprietário/abridor são marcados pontos iguais ao número do alvo (que também pode ser duplicado e triplicado, dependendo onde for certado, por exemplo um triplo -20 vale 60 pontos). A parte externa do centro conta como 25 pontos e a interna como 50.

#### Dartball
Artigo principal: Dartball
Dartball é um jogo de dardos baseado no esporte do beisebol. É jogado em um alvo em forma de diamante e tem pontuação semelhante ao beisebol.

#### Golfe de dardo
Artigo principal: Golfe do dardo
O golfe de dardo é um jogo de dardos baseado no golfe e é regulado pela World Dolf Federation (WDFF).  É jogado em alvos de dardo especiais ou tradicionais. A pontuação é semelhante ao golfe.

#### Fives

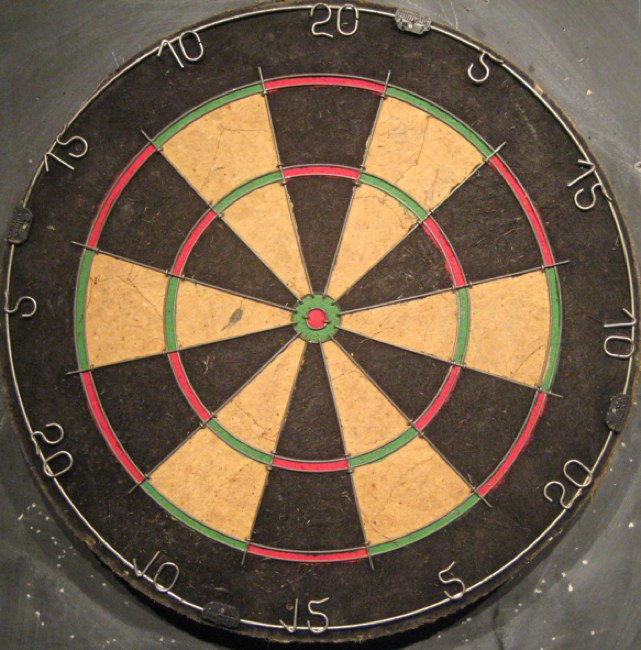
Um alvo de dardos 'East-End' ou 'Fives'

Esta é uma variante regional ainda jogada em algumas partes do East End de Londres. O alvo é semelhante ao tradicional e possui menos segmentos maiores, todos numerados de 5, 10, 15 ou 20. Os jogadores jogam legs de 505 em vez de 501 e ficam mais distante do alvo (2,7 m)  comparando com o alvo tradicional.

#### Halve it
Artigo principal: Halve it
"Halve it" é um jogo de dardos popular no Reino Unido e em partes da América do Norte onde os concorrentes tentam acertar numeros previamente acordados em um alvo de dardos padrão. Não fazer isso dentro de um único arremesso  de 3 dardos faz com que o jogador perca metade da pontuação acumulada. Qualquer número de jogadores pode participar. O jogo pode ser adaptado ao nível de habilidade dos jogadores, selecionando números mais fáceis ou mais difíceis.

#### Assassino
Também cohecido como "Killer", é um jogo de nocaute para dois ou mais jogadores (na melhor das hipóteses, para 4-6 jogadores). Inicialmente, cada jogador lança um dardo no alvo com a mão não dominante para obter seu 'número'. Dois jogadores não podem ter o mesmo número. Uma vez que todos tenham um número, cada jogador deve acertar o seu número cinco vezes com seus três dardos (duplos contam duas vezes e triplos três vezes). Quando uma pessoa acerta 5 vezes, ela se torna um 'assassino'. Isso significa que ela pode acertar o número de outras pessoas, tirando um ponto a cada vez que acertar (duplo x2, triplo x3). Se uma pessoa chega a zero, ela está fora. Um assassino pode apontar para o número de alguém, até de outro assassino. Os jogadores não podem obter mais de 5 pontos. O vencedor é o último jogador que restar. 
Outra versão do "Killer" é um jogo nocaute para três ou mais jogadores (quanto mais, melhor). Para começar, todo mundo tem um número predeterminado de vidas (geralmente 5) e um jogador escolhido aleatoriamente lança um único dardo no alvo para definir um número (por exemplo, um simples 18) e não joga até que esse número seja atingido. O jogador seguinte tem 3 dardos para tentar acertar o número (simples 18); se eles falharem, perdem uma vida e o jogador seguinte tenta. Quando um jogador consegue acertar o número, ele se torna o "estabelecedor de números" (setter) e lança um dardo para definir um novo número. O setter inicial então deve trocar de lugar com o novo setter. O jogo continua até que todos os jogadores percam suas vidas, o vencedor é o setteer cujo número não foi atingido. Para jogadores menos experientes, você pode contar duplos e triplos como parte do mesmo número.

#### Dardos de gramado
Artigo principal: Dardos do gramado
Dardos de gramado (também chamados de Jarts ou dardos de quintal) é um jogo de dardos jogado em ambiente aberto. A jogabilidade e o objetivo são semelhantes ao jogo de ferraduras e aos dardos olímpicos. Os dardos são semelhantes à antiga plumbata romana.

#### Volta no Relógio
Volta no relógio (também chamado de Volta ao Mundo, 20 para 1 e Jumpers) é um jogo que envolve qualquer número de jogadores em que o objetivo é acertar cada seção sequencialmente de 1 a 20, iniciando após um duplo inicial. 

#### Xangai
Xangai é jogado com pelo menos dois jogadores. A versão padrão é jogada em sete rodadas. Na primeira rodada, os jogadores jogam seus dardos visando a fatia do 1, a 2ª rodada, a fatia do 2 e assim sucessivamente até a 7ª rodada. Pontuação padrão é utilizada, ou seja, duplos e triplos contam com os  seus respectivos valores. O vencedor é a pessoa que tem mais pontos no final de sete rodadas de (1 a 7); ou quem marca um Xangai, que vence ganha instantaneamente. Um Xangai é a jogada onde o jogador acerta um triplo, um duplo e um simples (em qualquer ordem). 
Xangai também pode ser jogado por 20 rodadas para usar todos os números. Para impedir que os jogadores pratiquei muito jogar para o 1, a sequência numérica pode começar com o número que foi acertado pela pessoa que errou o centro, na disputa para ver quem iniciaria o jogo. Por exemplo; O jogador A arremessa no alvo e acerta o 17. O jogador B arremessa e acerta o centro. O jogador B começa o jogo, começando no número 17, depois nos 18, 19, 20, 1, 2, 3, etc. a 16 (se nenhum jogador acertar Xangai).

## Organizações de dardos

### Organizações profissionais
Artigo principal: Divisão nos dardos
Das duas organizações profissionais de dardos, a British Darts Organization (BDO), fundada em 1973, é a mais antiga. Seus torneios eram frequentemente exibidos na BBC no Reino Unido. A BDO é membra da Federação Mundial de Dardos (WDF) (fundada em 1976), juntamente com organizações em cerca de 60 outros países em todo o mundo. Originalmente, a BDO organizou vários torneios britânicos de maior prestígio, com alguns destáques notáveis, como o News of the World Championship e os eventos nacionais realizados sob os auspícios da National Darts Association of Great Britain. No entanto, muitos patrocinadores foram perdidos e a cobertura da TV britânica se tornou muito reduzida no início dos anos 90. Em 24 de setembro de 2016, a BBC passou a não transmitir mais o Campeonato Mundial da BDO.
Em 1992, um grupo de jogadores de dardos saiu da BDO, e em busca de prêmios em dinheiro mais altos, formou a Professional Darts Corporation (PDC). Como a BDO, a PDC organiza vários torneios durante o ano, sendo o principal o Campeonato Mundial.
Nos dardos eletronicos, a Associação Mundial de Dardos Eletronicos atua como um órgão governante do esporte, organizando eventos com jogadores que jogam também dardos tradicionais em eventos da PDC e BDO e outros jogadores que competem exclusivamente em eventos de dardo eletronico.

### Organizações da liga amadora
A American Darts Organization promulga regras e padrões para torneios de dardos e sanções da liga amadora nos Estados Unidos. A American Darts Organization iniciou suas operações em 1º de janeiro de 1976, com 30 clubes fundadores e uma associação de 7.500 jogadores. Hoje, a ADO tem um quadro social que tem em média 250 clubes por ano, representando aproximadamente 50.000 membros. 

## Jogo profissional
Desde o fim do News of the World Championship e outros grandes torneios anteriores, a BDO e a PDC organizam um Campeonato Profissional Mundial televisionado. Eles são realizados anualmente durante o período de Natal / Ano Novo, com o campeonato PDC terminando um pouco antes do torneio BDO. O Campeonato Mundial da BDO está sendo realizado desde 1978; o Campeonato do Mundo PDC começou em 1994.
Ambas as organizações realizam outros torneios profissionais. A BDO organiza o World Masters e muitos torneios Open. Eles também organizam dardos para suas 66 provincias membras no Reino Unido, incluindo eventos individuais e em equipe.
Os principais torneios do PDC são: Campeonato Mundial, Premier League, Open do Reino Unido, World Matchplay, Grand Prix Mundial e Grand Slam of Darts. Todos estes são transmitidos ao vivo pela Sky Sports no Reino Unido. Eles também realizam eventos PDC Pro Tour e eventos de categoria semi profissional em todo o Reino Unido.
Dois grandes torneios holandeses organizados independentemente, a International Darts League e o World Darts Trophy introduziram uma mistura de jogadores de BDO e PDC em 2006 e 2007. Ambas as organizações atribuíram classificações aos torneios, mas esses dois eventos foram descontinuados.
A Copa do Mundo da WDF para seleções nacionais e um torneio de singulares é disputada bienalmente desde 1977. A WDF também organiza a Copa da Europa. A PDC tem sua competição da copa do mundo, a Copa do Mundo de Dardos.
Para dardos eletronicos, a WSDA e o DARTSLIVE realizam O MUNDO, uma turnê internacional que serve como Campeonato Mundial de Dardos Eletronicos, com o torneio final referido como Grand Final, com o circuito ocorrendo pela primeira vez em 2011. As etapas ocorrem principalmente no Leste da Ásia, com algumas rodadas nos Estados Unidos e na Europa. As partidas durante os eventos da WSDA são disputadas com o 701 e o Cricket durante um set, geralmente com o mesmo número de jogos de cada um, dando jogadas para os dois jogadores nos dois formatos e a rodada final determinada pela escolha do jogador.

### Jogadores de dardo profissionais
Veja também: Lista de jogadores de dardos

### Campeões Mundiais
| Ano  | Campeão BDO               | Campeão PDC               | Campeã BDO                 | Campeã PDC         | Campeão WSDA        |
| ---- | ------------------------- | ------------------------- | -------------------------- | ------------------ | ------------------- |
| 1978 | Leighton Rees (1)         | Não realizado             | Não realizado              | Não realizado      | Não realizado       |
| 1979 | John Lowe (1)             | Não realizado             | Não realizado              | Não realizado      | Não realizado       |
| 1980 | Eric Bristow (1)          | Não realizado             | Não realizado              | Não realizado      | Não realizado       |
| 1981 | Eric Bristow (2)          | Não realizado             | Não realizado              | Não realizado      | Não realizado       |
| 1982 | Jocky Wilson (1)          | Não realizado             | Não realizado              | Não realizado      | Não realizado       |
| 1983 | Keith Deller (1)          | Não realizado             | Não realizado              | Não realizado      | Não realizado       |
| 1984 | Eric Bristow (3)          | Não realizado             | Não realizado              | Não realizado      | Não realizado       |
| 1985 | Eric Bristow (4)          | Não realizado             | Não realizado              | Não realizado      | Não realizado       |
| 1986 | Eric Bristow (5)          | Não realizado             | Não realizado              | Não realizado      | Não realizado       |
| 1987 | John Lowe (2)             | Não realizado             | Não realizado              | Não realizado      | Não realizado       |
| 1988 | Bob Anderson (1)          | Não realizado             | Não realizado              | Não realizado      | Não realizado       |
| 1989 | Jocky Wilson (2)          | Não realizado             | Não realizado              | Não realizado      | Não realizado       |
| 1990 | Phil Taylor (1)           | Não realizado             | Não realizado              | Não realizado      | Não realizado       |
| 1991 | Dennis Priestley (1)      | Não realizado             | Não realizado              | Não realizado      | Não realizado       |
| 1992 | Phil Taylor (2)           | Não realizado             | Não realizado              | Não realizado      | Não realizado       |
| 1993 | John Lowe (3)             | Não realizado             | Não realizado              | Não realizado      | Não realizado       |
| 1994 | John Part (1)             | Dennis Priestley (2)      | Não realizado              | Não realizado      | Não realizado       |
| 1995 | Richie Burnett (1)        | Phil Taylor (3)           | Não realizado              | Não realizado      | Não realizado       |
| 1996 | Steve Beaton (1)          | Phil Taylor (4)           | Não realizado              | Não realizado      | Não realizado       |
| 1997 | Les Wallace (1)           | Phil Taylor (5)           | Não realizado              | Não realizado      | Não realizado       |
| 1998 | Raymond van Barneveld (1) | Phil Taylor (6)           | Não realizado              | Não realizado      | Não realizado       |
| 1999 | Raymond van Barneveld (2) | Phil Taylor (7)           | Não realizado              | Não realizado      | Não realizado       |
| 2000 | Ted Hankey (1)            | Phil Taylor (8)           | Não realizado              | Não realizado      | Não realizado       |
| 2001 | John Walton (1)           | Phil Taylor (9)           | Trina Gulliver (1)         | Não realizado      | Não realizado       |
| 2002 | Tony David (1)            | Phil Taylor (10)          | Trina Gulliver (2)         | Não realizado      | Não realizado       |
| 2003 | Raymond van Barneveld (3) | John Part (2)             | Trina Gulliver (3)         | Não realizado      | Não realizado       |
| 2004 | Andy Fordham (1)          | Phil Taylor (11)          | Trina Gulliver (4)         | Não realizado      | Não realizado       |
| 2005 | Raymond van Barneveld (4) | Phil Taylor (12)          | Trina Gulliver (5)         | Não realizado      | Não realizado       |
| 2006 | Jelle Klaasen (1)         | Phil Taylor (13)          | Trina Gulliver (6)         | Não realizado      | Não realizado       |
| 2007 | Martin Adams (1)          | Raymond van Barneveld (5) | Trina Gulliver (7)         | Não realizado      | Não realizado       |
| 2008 | Mark Webster (1)          | John Part (3)             | Anastasia Dobromyslova (1) | Não realizado      | Não realizado       |
| 2009 | Ted Hankey (2)            | Phil Taylor (14)          | Francis Hoenselaar (1)     | Não realizado      | Não realizado       |
| 2010 | Martin Adams (2)          | Phil Taylor (15)          | Trina Gulliver (8)         | Stacy Bromberg (1) | Não realizado       |
| 2011 | Martin Adams (3)          | Adrian Lewis (1)          | Trina Gulliver (9)         | Não realizado      | Paul Lim (1)        |
| 2012 | Christian Kist (1)        | Adrian Lewis (2)          | Anastasia Dobromyslova (2) | Não realizado      | Takehiro Suziki (1) |
| 2013 | Scott Waites (1)          | Phil Taylor (16)          | Anastasia Dobromyslova (3) | Não realizado      | Lourence Ilagan (1) |
| 2014 | Stephen Bunting (1)       | Michael van Gerwen (1)    | Lisa Ashton (1)            | Não realizado      | Boris Krčmar (1)    |
| 2015 | Scott Mitchell (1)        | Gary Anderson (1)         | Lisa Ashton (2)            | Não realizado      | Boris Krčmar (2)    |
| 2016 | Scott Waites (2)          | Gary Anderson (2)         | Trina Gulliver (10)        | Não realizado      | Boris Krčmar (3)    |
| 2017 | Glen Durrant (1)          | Michael van Gerwen (2)    | Lisa Ashton (3)            | Não realizado      | Boris Krčmar (4)    |
| 2018 | Glen Durrant (2)          | Rob Cross (1)             | Lisa Ashton (4)            | Não realizado      | Paul Lim (2)        |
| 2019 | Glen Durrant (3)          | Michael van Gerwen (3)    | Mikuru Suzuki (1)          | Não realizado      | Royden Lam (1)      |
| 2020 | Wayne Warren (1)          | Peter Wright (1)          | Mikuru Suzuki (2)          | Não realizado      |                     |

Campeões mundiais multiplas vezes
16 Phil Taylor The Power (2 BDO, 14 PDC)
10 Trina Gulliver The Golden Girl
5 Eric Bristow The Crafty Cockney
5 Raymond van Barneveld Barney (4 BDO, 1 PDC)
4 Lisa Ashton The Lancashire Rose
3 Martin Adams Wolfie
3 Anastasia Dobromyslova From Russia With Love
3 Glen Durrant Duzza
3 John Lowe Old Stoneface
3 John Part Darth Maple (1 BDO, 2 PDC)
3 Michael van Gerwen Mighty Mike
2 Gary Anderson The Flying Scotsman
2 Ted Hankey The Count
2 Adrian Lewis Jackpot
2 Dennis Priestley The Menace (1 BDO, 1 PDC)
2 Mikuru Suzuki Miracle
2 Scott Waites Scotty 2 Hotty
2 Jocky Wilson Jocky
Campeões mundiais uma vez
Bob Anderson The Limestone Cowboy
Steve Beaton The Bronze Adonis
Stacy Bromberg The Wish Granter
Stephen Bunting The Bullet
Richie Burnett The Prince of Wales
Rob Cross Voltage
Tony David The Deadly Boomerang
Keith Deller The Fella
Andy Fordham The Viking
Francis Hoenselaar The Crown
Christian Kist The Lipstick
Jelle Klaasen The Cobra
Scott Mitchell Scotty Dog
Leighton Rees Marathon Man
Les Wallace McDanger
John Walton John Boy
Wayne Warren Yank
Mark Webster The Spider
Peter Wright Snakebite

### Ranking Mundial
A WDF, a BDO e a PDC mantêm seus próprios rankings. Essas listas são comumente usadas para determinar cabeças de chave para vários torneios. Os rankings da WDF são baseados no desempenho dos jogadores nos 12 meses anteriores, a BDO redefine todos os pontos do ranking para zero após o início do campeonato mundial e a Ordem de Mérito do PDC é baseada no prêmio em dinheiro ganho em dois anos.